# グラン・バセット・グリフォン・バンデーン
グラン・バセット・グリフォン・バンデーン（英：Grand Basset Griffon Vandeen）とは、フランスのバンデーン地方原産の短足のセントハウンド犬種である。グラン・グリフォン・バンデーン、ブリケ・グリフォン・バンデーン、プチ・バセット・グリフォン・バンデーンは兄弟種であり、これらは「バンデーン犬種」と呼ばれている。

## 歴史
もともとはグラン・グリフォン・バンデーンかブリケ・グリフォン・バンデーンから稀に生まれる、突然変異によって脚が短くなった個体が本種の原型であった。15世紀頃は一つの品種としてではなく変種として扱われていて、一代限りで猟犬として使われていた。しかし、原産地のバンデーン地方でグランが狩るのを得意としていた大型獣が減り、狩人が馬に乗って移動できないような狭い場所や荒れた土地での狩猟に切り替えなければならなくなってしまった。そこで短足の個体をもとに犬種として改良・繁殖が行われ、2タイプのサイズがある短足の犬種が出来上がった。始めのうちはこれをひとまとめにしてバセー・グリフォン・バンデーンと呼んでいたが、後にこの2タイプはそれぞれ別の犬種としてブリーディングされるようになり、サイズだけでなく容姿や性格にも違いが現れるようになった。このうち、サイズが小さく毛色のバリエーションがいくらか容認されている方がプチ・バセット・グリフォン・バンデーン、もう一方のサイズが大きく伝統的な毛色を受け継いだほうが本種グラン・バセット・グリフォン・バンデーンである。
本種はフランス国外でもペットとして人気の高い犬種で、プチ・バセットと人気を二分している。しかしながら日本にはまだ輸入されておらず、国内にブリーダも存在しない。但し、健康面や性格面が良好な犬種のため、後に輸入が行われる可能性はある。

## 特徴
プチ・バセットに比べるとサイズが大きく、ややすらりとした外見である。胴は長く、脚は短い。垂れ耳・垂れ尾でコートはもこもこした硬めでウエーブがかったラフコート。毛色はホワイトかミルクの地にレモン、ブラウン、カフェオレのいずれかの斑が入ったもの。体高38〜42cm、体重18〜20kgの中型犬で、性格は外交的で愛想があり、友好的である。子どもや他の犬に対しても仲良くすることが出来、遊ぶ事が大好きである。スタミナもあり運動量はやや多いが、長めの散歩よりもドッグランなどで他の犬と遊ぶことの方を好む非常にフレンドリーな犬種である。